# Алекс Баена
Алекс Баена (ісп. Álex Baena, нар. 20 липня 2001, Рокетас-де-Мар) — іспанський футболіст, півзахисник клубу «Вільярреал».
Виступав, зокрема, за клуби «Вільярреал С» та «Вільярреал Б», а також юнацьку збірну Іспанії.

## Клубна кар'єра
Народився 20 липня 2001 року в місті Рокетас-де-Мар. Вихованець юнацьких команд футбольних клубів «Рокуетас» та «Вільярреал».
У дорослому футболі дебютував 2018 року виступами за команду «Вільярреал С», в якій провів один сезон, взявши участь у 2 матчах чемпіонату. 
Своєю грою за цю команду привернув увагу представників тренерського штабу клубу «Вільярреал Б», до складу якого приєднався 2019 року. Відіграв за команду дублерів «Вільярреала» наступний сезон своєї ігрової кар'єри. Більшість часу, проведеного у складі другої команди «Вільярреала», був основним гравцем команди.
До складу головної команди клубу «Вільярреал» приєднався 2020 року. Станом на 25 лютого 2021 року відіграв за вільярреальський клуб 3 матчі в національному чемпіонаті.

## Виступи за збірні
У 2017 році дебютував у складі юнацької збірної Іспанії (U-16), загалом на юнацькому рівні взяв участь в 11 іграх, відзначившись 3 забитими голами.
У 2019 році дебютував у складі юнацької збірної Іспанії (U-19), загалом на юнацькому рівні взяв участь у 12 іграх, відзначившись одним забитим голом.
26 червня 2024 року потрапив до заявки олімпійської збірної Іспанії для участі в матчах футбольного турніру на літніх Олімпійських іграх 2024 в Парижі.

## Статистика виступів

### Статистика клубних виступів
| Сезон             | Команда           | Чемпіонат         | Чемпіонат | Чемпіонат | Національний кубок | Національний кубок | Національний кубок | Континентальні кубки | Континентальні кубки | Континентальні кубки | Інші змагання | Інші змагання | Інші змагання | Усього | Усього | Усього |
| Сезон             | Команда           | Ліга              | Ігор      | Голів     | Ліга               | Ігор               | Голів              | Ліга                 | Ігор                 | Голів                | Ліга          | Ігор          | Голів         | Ігор   | Голів  |        |
| ----------------- | ----------------- | ----------------- | --------- | --------- | ------------------ | ------------------ | ------------------ | -------------------- | -------------------- | -------------------- | ------------- | ------------- | ------------- | ------ | ------ | ------ |
| 2018–19           | «Вільярреал С»    | ТД                | 1         | 0         |                    | -                  | -                  |                      | -                    | -                    |               | -             | -             | 1      | 0      |        |
| 2019–20           | «Вільярреал С»    | ТД                | 1         | 0         |                    | -                  | -                  |                      | -                    | -                    |               | -             | -             | 1      | 0      |        |
| 2019–20           | «Вільярреал Б»    | СДБ               | 23        | 0         |                    | -                  | -                  |                      | -                    | -                    |               | -             | -             | 23     | 0      |        |
| 2019–20           | «Вільярреал»      | ПД                | 1         | 0         | КІ                 | 1                  | 0                  |                      | -                    | -                    |               | -             | -             | 2      | 0      |        |
| 2020–21           | «Вільярреал»      | ПД                | 0         | 0         | КІ                 | 0                  | 0                  | ЛЄ                   | 3                    | 1                    |               | -             | -             | 3      | 1      |        |
| Усього за кар'єру | Усього за кар'єру | Усього за кар'єру | 26        | 0         |                    | 1                  | 0                  |                      | 3                    | 1                    |               | -             | -             | 30     | 1      |        |

## Титули і досягнення
«Вільярреал»
- Володар Ліги Європи УЄФА: 2020-21

Збірна Іспанії
- Чемпіон Європи: 2024[3]

Олімпійська збірна Іспанії
- Олімпійський чемпіон: 2024[4]